# Мухонська
Мухонська (рос. Мухонская) — присілок в Вілегодському районі Архангельської області Російської Федерації.
Населення становить 1557 осіб. Входить до складу муніципального утворення Вілегодський муніципальний округ.

## Історія
До 2020 року входихо до складу муніципального утворення Іллінське муніципальне утворення.

## Населення
| 2002 | 2010 | 2012  |
| ---- | ---- | ----- |
| 1453 | ↘624 | ↗1557 |